# Засосна (Тербунський район)
Засосна (рос. Засосная) — село у Тербунському районі Липецької області. Розташоване у верхів'ї річки Ізубрієвкі.

Відоме з 1932 року, коли в селі проживали 543 людини. Мало також іншу назву — Засосєнскіє Висілкі.

## Населення
| 2009 | 2010 |
| ---- | ---- |
| 13   | ↘9   |